# Isaac Peral (S-32)
El Isaac Peral (S-32) fue un submarino clase Balao que prestó servicios en la Armada Española entre 1971 y 1984. Inicialmente, perteneció a la Armada de los Estados Unidos, de 1944 a 1971, bajo el nombre de USS Ronquil (SS-396).

## Construcción y características
Fue construido por el Portsmouth Navy Yard en Kittery, Maine. Su puesta de quilla se realizó el 9 de septiembre de 1943 y la botadura el 27 de enero de 1944. El 22 de abril de ese mismo año, entró en servicio con la Armada de los Estados Unidos.
Este submarino clase Balao desplazaba 1975 t en superficie, mientras que sumergido desplazaba 2540 t. Tenía una eslora de 93,3 m, una manga de 8,2 m y un calado de 5,2 m. Era propulsado por un sistema diésel-eléctrico, compuesto por tres motores diésel y dos motores eléctricos que transmitían a dos hélices, con las cuales alcanzaba los 20 nudos de velocidad en superficie, y 15 nudos sumergido. Su armamento consistía en 10 tubos lanzatorpedos de calibre 533 mm.

## Historial de servicio

### Estados Unidos
Durante la Segunda Guerra Mundial estuvo destinado desde julio de 1944 en la guerra del Pacífico contra los japoneses, donde hundió dos mercantes. Tras acabar la guerra se llevó al dique para su mantenimiento y modernización en 1952 y en esos años estuvo patrullando por el océano Pacífico. Fue dado de baja en la armada estadounidense el 1 de julio de 1971, para ser transferido a la armada española.

### España

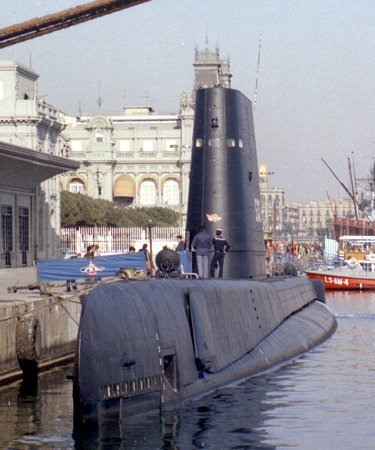
Isaac Peral (S-32) en 1983.

En conformidad con el Mutual Security Assistance Act, Estados Unidos transfirió el USS Ronquil a España el 1 de julio de 1971. La armada de este país bautizó al buque como Isaac Peral (S-32). Fue el tercer submarino de la Armada en portar el nombre Isaac Peral.
El buque fue dado de baja de la lista oficial de buques de la Armada (L.O.B.A.) en 1984.